# نوربرت فينر
نوربرت فينز (بالإنجليزية: Norbert Wiener) أو نوربرت وينر (26 نوفمبر 1894 - 18 مارس 1964)، عالم رياضيات أمريكي. ولد في أمريكا من أبوين يهوديين وكان والده أستاذا للغات في جامعة هارفرد. في عمر لا يتجاوز 11 سنة بدء فينر دراساته الجامعية للرياضيات في سنة 1909 انتقل إلى هارفرد حيث درس علم الحيوان لكنه انتقل ثانية جامعة كورنيل ليدرس الفلسفة وعاد في نهاية المطاف لجامعة هارفارد حتى يكمل دراسته ببحث حول المنطق الرياضي ثم تحول ليدرس في إنجلترا وألمانيا. اشتغل فينر كمحاضر في جامعة هارفارد وفي شركة جنرال إلكتريك. في الحرب العالمية اشتغل لحساب الجيش وطور الآليات المضادة للطيران أو ما يسمى الدفاع الجوي.
من أهم مؤلفاته:
- Nonlinear Problems in Random Theory
- Ex-Prodigy (1953), I am a Mathematician
- The Human Use of Human Beings
- Cybernetics or Control and Communication in the Animal and the Machine

## اقرأ أيضًا
- العمليات العشوائية
- حساب التفاضل والتكامل العشوائي
- تكامل دالي
- نورمان ليفينسون

## روابط خارجية
- نوربرت فينر على موقع الموسوعة البريطانية (الإنجليزية)
- نوربرت فينر على موقع مونزينجر (الألمانية)
- نوربرت فينر على موقع إن إن دي بي (الإنجليزية)